# Opisthocystis cariottus
Opisthocystis cariottus är en plattmaskart som beskrevs av Timoshkin 1986. Opisthocystis cariottus ingår i släktet Opisthocystis och familjen Polycystididae. Inga underarter finns listade i Catalogue of Life.